# Crypturellus obsoletus
El tinamú pardo, tinamú café, inambú pardo o tataupá rojizo (Crypturellus obsoletus) es una especie de ave tinamiforme cuya distribución geográfica comprende los Andes tropicales de Venezuela, Colombia, Ecuador, Perú, y Bolivia, sur de Brasil, este de Paraguay, y el nordeste de Argentina y Uruguay.
Tiene un largo de 25 a 30 cm. Peso: 358-482 g (macho), 395-548 g (hembra). 

## Canto
- Voce Ministerio de Medio Ambiente Brasil.

### Sistemática
Descripta por Temminck como Tinamus obsoletus en 1815.
Subdividida en 9 subpecies a veces separadas por miles de kilómetros: 
- Tinamo pardo castaneo (Crypturellus obsoletus castaneus) en los Andes, del norte de Perú a Colombia, pasando por Ecuador.
- Tinamo pardo (Crypturellus obsoletus cerviniventris) al norte de Venezuela.
- Tinamo pardo vientre gris (Crypturellus obsoletus griseiventris), localizado al norte de Brasil (valle del Río Tapajós, al suroeste de Pará, al sureste de Amazonas y al centro de Mato Grosso).
- Tinamo pardo (Crypturellus obsoletus hypochracea) al este de Brasil, cerca del Río Madeira y en Rondônia)
- Tinamo pardo (Crypturellus obsoletus knoxi) al noroeste de Venezuela.
- Tinamo pardo (Crypturellus obsoletus obsoletus) en el sureste de Brasil, al este de Paraguay y en el extremo noroeste de Argentina (en la provincia de Misiones) y Uruguay.[3]
- Tinamo pardo  de vientre ocre (Crypturellus obsoletus ochraceiventris) en los Andes del centro de Perú.
- Tinamo pardo de la puna (Crypturellus obsoletus punensis) del centro de Bolivia (Yungas) al sureste de Perú.
- Tinamo pardo de Traylor (Crypturellus obsoletus traylori) localizado en algunos valles de Cuzco.

La subespecie traylori es considerada por algunos autores como especie diferente.